# Chāl Ābzār
Chāl Ābzār (persiska: Chāl Ābzā, چال آبزار) är en ort i Iran.   Den ligger i provinsen Khuzestan, i den centrala delen av landet, 400 km söder om huvudstaden Teheran. Chāl Ābzār ligger 932 meter över havet och antalet invånare är 417.
Terrängen runt Chāl Ābzār är huvudsakligen bergig, men västerut är den kuperad. Runt Chāl Ābzār är det ganska tätbefolkat, med 56 invånare per kvadratkilometer. Närmaste större samhälle är Jangeh, 7,1 km norr om Chāl Ābzār. Trakten runt Chāl Ābzār består i huvudsak av gräsmarker.